# Кладовище у мікрорайоні Ракове (Хмельницький)
Раковське кладовище — це одне з центральних кладовищ у місті Хмельницький, розташоване в мікрорайоні Ракове. Воно є місцем поховань місцевих мешканців та військових.

## Історія
Точна дата заснування Раковського кладовища невідома. У 2016 році на його території було створено Алею Слави, призначену для вшанування пам'яті загиблих українських воїнів. У 2023 році, враховуючи зростаючу потребу в місцях для поховань, територію кладовища було розширено на 38 соток.